# HMS Portland (1744)
Pour les autres navires du même nom, voir HMS Portland.
Le  HMS Portland est un vaisseau de ligne  de quatrième rang de 50 canons construit par les chantiers de Limehouse pour la Royal Navy suivant les normes navales britanniques de 1719 (en) et lancé le 11 octobre 1744.

## Histoire
Le Portland prend part, sous les ordres de Charles Stevens, à la seconde bataille du cap Finisterre, bataille navale livrée pendant la guerre de Succession d'Autriche en octobre 1747.
Le vaisseau est également engagé durant la guerre de Sept Ans. Ainsi, il prend part à la bataille de Minorque le 20 mai 1756, commandé par Patrick Baird et à celle de Lagos, les 18 et 19 août 1759. 
De 1757 au 11 septembre 1758, il a Jervis Maplesden pour commandant.
Lors de la bataille des Cardinaux, le 20 novembre 1759, le Portland est sous les ordres de Marriot Arbuthnot.
En octobre 1761, le vaisseau s’échoue à proximité de Ryde.
Il sert dans la Royal Navy jusqu’en 1763, date à laquelle il est vendu.